# Ådne Holter
Ådne Holter (Lillehammer, 8 luglio 2000) è un ciclista su strada norvegese che corre per l'Uno-X Mobility.

## Palmarès

### Strada
- 2021 (Dilettanti, una vittoria)

3ª tappa Tour te Fjells (Sanderstølen > Sanderstølen)
- 2023 (Uno-X Dare Development Team, una vittoria)

Sundvolden GP

#### Altri successi
- 2022 (Uno-X Pro Cycling Team)

Campionati norvegesi, Cronosquadre

## Piazzamenti

### Classiche monumento
- Liegi-Bastogne-Liegi

2024: 109º
2025: 66º
- Giro di Lombardia

2024: ritirato

### Competizioni mondiali
- Campionati del mondo

Innsbruck 2018 - In linea Junior: 32º

### Competizioni europee
- Campionati europei

Zlín 2018 - In linea Junior: ritirato
Trento 2021 - In linea Under-23: 66º
Anadia 2022 - Cronometro Under-23: 13º
Anadia 2022 - In linea Under-23: 66º